# Dierscheid
Dierscheid település Németországban, Rajna-vidék-Pfalz tartományban. Lakosainak száma 183 fő (2023. december 31.).

## Népesség
A település népességének változása:
| Lakosok száma | 186  | 178  | 172  | 173  | 183  |
|               | 2017 | 2019 | 2021 | 2022 | 2023 |